# Санкт-Петербургский государственный морской технический университет
Санкт-Петербу́ргский госуда́рственный морско́й техни́ческий университе́т (до 1990 года — Ленинградский ордена Ленина кораблестроительный институт (неофициально — Корабелка), в 1990—1992 годах — Ленинградский государственный морской технический университет) — высшее учебное заведение технического профиля в Санкт-Петербурге. Ведущий центр передовых научно-технических и образовательных технологий, опорный российский вуз в области судостроения и подготовки инженерных кадров для кораблестроительных предприятий России.
Имеет шесть основных факультетов (52 учебно-научных кафедр). Участник программы стратегического академического лидерства «Приоритет 2030». Базовый вуз инженерной школы «Судостроение Индустрии 4.0». Создатель центра «Передовые цифровые технологии». Флагманский вуз и центр координации проекта «Инженерные классы судостроительного профиля».

## История
В феврале 1902 года император Николай II дал соизволение на устройство в составе Политехнического института отдела Судостроения.
Таким образом, начало СПбГМТУ положил созданный кораблестроительный отдел (позже — факультет) Политехнического института. По проекту института кораблестроительный отдел должен был выпускать морских инженеров, подготовленных как для постройки корпусов, так и механизмов судов, главным образом — коммерческих.
После начала работы кораблестроительного отделения конкурс на эту специальность был самым высоким в Политехническом институте и оставался таковым в течение нескольких лет.
Комплект студентов на кораблестроительном факультете был установлен в 24 человека на каждом курсе. Первым деканом кораблестроительного факультета Политехнического института был назначен корабельный инженер Константин Петрович Боклевский, который занимал эту должность бессменно с 1902 по 1923 год.
После революции 1917 года Политехнический институт был расширен как по числу факультетов, так и слушателей.

### Предвоенный период
В 1930 году кораблестроительный отдел был выведен из Политехнического института и развит в самостоятельный Ленинградский кораблестроительный институт (ЛКИ), с переводом из Сосновки в ближайшее соседство с бывшим заводом имени Марти (ныне: «Адмиралтейские верфи»); ему было предоставлено обширное помещение на Лоцманской улице в доме № 3, которое ранее занимал Судопроект.
Тогда же комплект студентов на курсе вырос до нескольких сотен человек — в соответствии с ростом потребностей судостроения в стране.

### Период Второй мировой войны
Когда началась советско-финская война и Ленинград стал фронтовым городом, тысячи ленинградцев вступили в лыжные батальоны, чтобы с оружием в руках защищать город. Среди них были и студенты ЛКИ. Все они в основном попали в 100-й добровольческий лыжный батальон, формировавшийся в Инженерном замке, и приняли активное участие в боевых действиях.
С началом Великой Отечественной войны из студентов ЛКИ, рабочих завода по обработке цветных металлов имени К. Е. Ворошилова и сотрудников завода «Адмиралтейские верфи» был сформирован 264-й отдельный пулемётно-артиллерийский батальон батальон (264 ОПАБ). Ополченцы-судостроители собирались в здании ЛКИ, где почти круглые сутки работала отборочная комиссия. Уже в начале июля 1941 года 264 ОПАБ насчитывал 1100 человек, в том числе около 450 студентов ЛКИ. После завершения первичной подготовки в августе 1941 года перед бойцами и командирами 264 ОПАБ поставлена задача построить укрепрайон (ДОТы, ДЗОТы, ходы сообщения) на отведённом участке у платформы Фонтаны (между Новым и Старым Петергофом) на Бабигонских высотах, где раскинулись деревни Сашино, Костино, Низино, Санино, а также у населенных пунктов Марьино и Олино. Осенью 1941 г. 264 ОПАБ оборонял с опорой на укрепрайон подступы к Петергофу. В период 11—25 сентября ополченцы сдерживали фашистскую дивизию, которую поддерживали танки и авиация. Это позволило остановить фашистов, организовать жесткую оборону. К исходу боев 14—25 сентября 1941 года 264 ОПАБ понес 90 % потери в личном составе, 100 % в командном составе и перестал существовать как боевая единица. Аналогичная судьба постигла другие добровольческие части, формировавшиеся в Ленинграде в этот же период — 262 ОПАБ, 266 ОПАБ, 274 ОПАБ, 282 ОПАБ.
Во время блокады Ленинграда институт прекратил свою деятельность, часть профессорско-преподавательского состава и студентов была эвакуирована в г. Пржевальск Киргизской ССР. Подготовка кадров для судостроения продолжилась в Пржевальске, где студенты и преподаватели ЛКИ влились в Николаевский кораблестроительный институт (так, например, диплом НКИ получил студент ЛКИ, будущий академик С. Н. Ковалёв).

### Послевоенный период (1945—1990)
В 1945 году ректором ЛКИ назначен Евгений Васильевич Товстых, под его руководством проходит полная реэвакуация института и возобновление учебных занятий в Ленинграде.
Е. В. Товстых приложил огромные усилия по развитию учебной, научной и материальной базы Ленинградского кораблестроительного института. Результатом его работы стало постановление Совета Министров СССР от 12 июля 1962 г. о строительстве нового комплекса Ленинградского кораблестроительного института в Ульянке. Ещё ранее было принято решение о сносе жилого дома по Лоцманской ул., д. 10 (именно здесь когда-то находился «дом лоцманов») и о строительстве на этом месте нового лабораторного корпуса.
В 1962 году создан заочный факультет.
В 1965 году был создан филиал Севмашвтуз в г. Северодвинск Архангельской области, его ректором (на общественных началах) назначен директор Севмашпредприятия Герой Социалистического труда Е. П. Егоров. Филиал ликвидирован в 2012 году приказом Минобрнауки от 17 апреля 2021 года, его имущество передано в Северный (арктический) федеральный университет
В 1967 году за большие заслуги в деле подготовки квалифицированных кадров для судостроительной промышленности (в том числе за подготовку более чем 21 тысячи инженеров) Ленинградский кораблестроительный институт был награждён орденом Ленина.

### Ленинградский государственный морской технический университет
В 1990 году Ленинградский кораблестроительный институт одним из первых в СССР получил статус технического университета.

### Санкт-Петербургский государственный морской технический университет
В 1992 году, в связи с возвращением Ленинграду имени Санкт-Петербург Ленинградский государственный морской технический университет переименован в Санкт-Петербургский государственный морской технический университет.

## Факультеты
- Факультет кораблестроения и океанотехники
- Факультет корабельной энергетики и автоматики
- Факультет естественнонаучного и гуманитарного образования
- Факультет цифровых промышленных технологий
- Факультет морского приборостроения
- Инженерно-экономический факультет
- Военный учебный центр
- Колледж СПбГМТУ (Среднетехнический факультет)

## Научные центры и Институты
- Научный центр мирового уровня «Передовые цифровые технологии»
- Центр трансфера технологий
- Центр «Стратегии и инвестиции»

- Институт лазерных и сварочных технологий (ИЛИСТ)
- Институт информационных технологий (ИИТ)
- Институт цифровой безопасности (ИЦБ)
- Институт гидродинамики и процессов управления
- Институт робототехники и интеллектуальных систем
- Научно-инновационный институт «Международная высшая школа управления»

## Научно-исследовательские лаборатории
- Лаборатория лазерных и аддитивных технологий
- Научно-исследовательская лаборатория морских электронных систем (НИЛ МЭС)
- Научно-исследовательская технологическая лаборатория (НИТЛ)
- Испытательная лаборатория технических средств по требованиям электромагнитной совместимости (НИЛ ЭМ)
- Научно-исследовательская лаборатория динамики судовых комплексов (НИЛ ДСК)
- Научно-исследовательская лаборатория системного моделирования (НИЛ СМ)
- Научно-исследовательская лаборатория активных средств повышения эксплуатационных качеств судов и подводных объектов (НИЛ ПЭКС)
- Научно-исследовательская лаборатория автоматизированных систем (НИЛ АС)
- Научно-исследовательская лаборатория информационных компьютерных систем (НИЛ ИКС)
- Научно-исследовательский сектор перспективных энергетических установок
- Научно-исследовательская лаборатория программно-аппаратных систем контроля морской техники (НИЛ СКМТ)
- Проблемная научно-исследовательская лаборатория
- Научно-исследовательская лаборатория виртуальной реальности и тренажёрных систем
- Научно-исследовательская лаборатория киберфизических систем
- Научно-исследовательская лаборатория электромагнитной безопасности
- Научно-исследовательская лаборатория «Гидроаэродинамики морских добычных комплексных и транспортных систем»
- Научно-исследовательская лаборатория «Медицинских компьютерных систем»

Имеется большая лабораторная и производственная база, опытовый бассейн. С 2005 года в корпусе «У» (КБЦ) работает музей СПб ГМТУ.
В состав вуза входит лаборатория истории флота и мореплавания.
До 12 ноября 2001 года в университете располагался Межвузовский центр гуманитарного образования по религиоведению.
В 2024 году вуз презентовал систему подготовки кадров для предприятий Объединённой судостроительной корпорации — систему «Завод-ВТУЗ». Система предусматривает официальное трудоустройство на предприятия оборонно-промышленного комплекса в период обучения с первого курса: Адмиралтейские верфи, Балтийский завод, Северная верфь.

## Рейтинги
В 2024 году университет вошел в Международный рейтинг «Три миссии университета», где занял позицию в диапазоне 1201—1300.
В рейтинге лучших вузов России в инженерно-технической сфере (RAEX) занимает 31-е место.
В Национальном Рейтинге Университетов в 2025 году следующие позиции:
- Сотрудничество: 71-72 место;
- Бренд: 214-216 место;
- Инновации/Предпринимательство: 30 место;
- Исследования: 46-48 место;
- Образование: 363-364 место;
- Социальная среда: 92 место.

## Названия
- 1930—1990 — Ленинградский кораблестроительный институт.
- 1990—1992 — Ленинградский государственный морской технический университет.
- 1992—н. в. — Федеральное государственное бюджетное образовательное учреждение высшего образования «Санкт-Петербургский государственный морской технический университет».

## Известные выпускники
- См. Выпускники Санкт-Петербургского морского технического университета

## Известные преподаватели
- См. Преподаватели Санкт-Петербургского морского технического университета